# Les Fugitifs (film, 1933)
Pour les articles homonymes, voir Les Fugitifs.
Pour plus de détails, voir Fiche technique et Distribution.
Les Fugitifs (titre original : Flüchtlinge, « Les Réfugiés ») est un film allemand réalisé par Gustav Ucicky, sorti en 1933.
Ce film comprend des éléments de propagande nazie.
Il existe une version française : Au bout du monde, réalisé par Gustav Ucicky et Henri Chomette.

## Synopsis
Non loin de la frontière russo-chinoise, à Harbin. Depuis quelques jours, la Mandchourie s'agite. Les puissances étrangères ont déployé des soldats ; les Chinois rencontrent l'Armée rouge, les Britanniques et les Japonais. On trouve aussi d'autres étrangers occidentaux. Trois d'entre eux décident de s'enfuir dans l'après-midi du 6 août 1928. Laudy, un ingénieur allemand, découvre avec un compagnon sur les murs un avis de recherche l'accusant d'espionnage industriel. Les Russes proposent 5 000 roubles contre son arrestation. Un commissaire soviétique se déplace dans la ville avec son groupe armé de mitrailleuses entre les gens en fuite avec leurs biens dans la chaleur étouffante. Les soldats britanniques déployés dans le quartier diplomatique de Harbin affichent un mépris sous couvert de neutralité.
Un petit groupe d'Allemands de la Volga qui ont fui à Harbin la terreur bolchévique de l'URSS, veut partir vers le sud, en direction du port le plus proche pour ensuite rejoindre l'Allemagne. Dans le même temps, la commission de la Société des Nations est incapable de prendre des décisions importantes, car ses membres ne sont pas d'accord entre eux. Ni les habitants ni les réfugiés internationaux de Harbin n'attendent quelque chose d'eux : Quand on essaie d'entrer dans la salle de conférence barricadée et fortement gardée, les soldats britanniques menacent de leurs armes pour des raisons de sécurité. Tandis que les députés allemands présents dans la salle font un exposé sur les Allemands de la Volga, les unités soviétiques, grâce à l'aide de complices, les enlèvent dans la ville. L'un d'eux crie : "Je ne veux pas rentrer à Moscou".
Dans cette tourmente générale, un homme européen dans une tenue de gala chinoise descend les marches du consulat et se fait interpeller par Laudy. Cet homme ordonne en anglais qu'on "nettoie" les marches de la foule présente. À coups de baïonnette, on ouvre un passage à cet homme important. Devant Laudy même et sa sœur Kristja, l'homme parle en allemand et ne montre aux désespérés que du mépris envers la mentalité de protestation et de quémande si typique de l'Allemagne de l'après-guerre. Un différend éclate. Cet Allemand qui a travaillé pour les Chinois a quitté son pays, après avoir fait injustement quatre ans et trois mois en prison pour l'"amour de ma patrie", dit-il. Son mépris pour l'Allemagne de l'après-guerre avec sa démocratie qui l'a poussé à l'étranger loin de chez lui, est évidemment sans limites. Cet officier qui s'appelle Arneth est profondément aigri de rentrer dans une Allemagne qui a accepté de perdre la guerre mondiale. Il part en Chine après un appel de Tchang Kaï-chek, où il travaille comme officier d'instruction pour le Kuomintang.
Quand Arneth demande un véhicule aux dirigeants militaires du gouvernement provincial pour quitter Harbin, ils le lui refusent. Tant pis, il partira par lui-même. Les réfugiés allemands se sont réunis dans un coin de la gare de Harbin. Les soldats soviétiques recherchent leurs compatriotes rescapés. La situation des réfugiés est de plus en plus désespérée. Bientôt, aucun train n'est autorisé à quitter Harbin. Arneth traverse les ruines fumantes. Il trouve un cheval à côté duquel son propriétaire est tombé mort sous une rafale. Arneth dispose désormais d'un moyen de transport qui pourrait le faire sortir de la ville, tandis que les autres Allemands ayant trouvé de l'eau dans un train en chauffe dans la gare sont sous le feu de grenades. Mais Laudy souffre d'un évanouissement dû au paludisme et ne peut plus diriger le groupe. Kristja prend soin de lui. Arneth voit le train et grimpe dans la locomotive. Il se joint ainsi à la marche de ces Allemands qui fuient les Bolchéviques et la tourmente révolutionnaire.
Cependant, un grand trou d'obus à la gare de marchandises rend tout départ en train impossible puisque les rails ont été détruits par les bombardements. Arneth et les autres se risquent à ravitailler le train et à réparer les voies. En voyant la cohésion de tous les Allemands des pays étrangers, le cynique et amer Arneth prend confiance dans les gens. Mais l'eau commence à manquer, le désordre gagne les réfugiés. Certains veulent prendre l'eau destinée à la chaudière de la locomotive. Arneth tire sans hésiter sur Mannlinger, le chef des mutins, et leur fait comprendre que sans cette eau, le train n'avancera pas et ne fera pas avancer les autres, ne leur laissant aucune chance.
Pendant ce temps, une Allemande de la Volga dénonce au commissaire soviétique Laudy qu'elle a reconnu grâce à l'avis de recherche. Elle ne prend pas la prime, elle lui demande de libérer son mari qui vient d'être arrêté par ses hommes à Harbin. Il fait partie des 45 derniers Allemands de la Volga qui vont être fusillés pour l'exemple. Lorsque l'Allemande apprend cela, elle se décompose en horreur. Derrière le dos d'Arneth, certains hommes qui ne croient pas en son plan d'évacuation reprennent la mutinerie. À peine revenu, après avoir trouvé clandestinement l'approvisionnement nécessaire, Arneth comprend qu'il doit laisser son autoritarisme pour convaincre. Dans la nuit et au matin, l'entonnoir pour l'eau est remonté, les rails sont rétablis. Mais un des assistants les plus fidèles d'Arneth, le jeune Pierre, meurt à la suite d'un coup de feu, tandis que sa compagne accouche de leur enfant. Le commissaire soviétique remonte la piste des fugitifs, avec un éclairage monté sur un véhicule d'urgence, il fouille tout Harbin.
Dans le matin gris, Laudy récupère un peu. Il monte dans la locomotive et la conduit lentement sur les voies rétablies. Les rails supportent mal le poids du train mais tiennent. La joie est indescriptible, elle gagne rapidement toutes les voitures de réfugiés. Le commissaire soviétique s'approche et tire sur le train. Arneth court vers l'avant-dernière voiture. Une grenade lancée par un Russe a fait sortir des rails la dernière voiture qui empêche d'avancer. Grâce à sa force, Arneth parvient à la remettre sur les rails puis regagne, sous les tirs des Soviétiques, en courant sur le toit, la locomotive. Dans le même temps, la haute commission de la Société des Nations réunie à Harbin décide de reporter l'étude de la question des réfugiés et du harcèlement envers les Allemands de la Volga. Seule la délégation allemande vote contre, abandonnée par tous. Pendant ce temps, Arneth, Kristja Laudy, son frère et les autres roulent vers la liberté.

## Fiche technique
- Titre : Les Fugitifs
- Titre original : Flüchtlinge
- Réalisation : Gustav Ucicky assisté par Eduard von Borsody
- Scénario : Gerhard Menzel d'après son roman.
- Musique : Herbert Windt
- Direction artistique : Robert Herlth, Walter Röhrig
- Costumes : Max König, Ida Revelly, Karl August Strack, Otto Suckrow, Gertrud Wendt
- Photographie : Fritz Arno Wagner
- Son : Hermann Fritzsching
- Montage : Eduard von Borsody
- Production : Günther Stapenhorst
- Sociétés de production : UFA
- Société de distribution : UFA
- Pays d'origine :  Reich allemand
- Langue : allemand, anglais, mandarin, russe
- Format : Noir et blanc - 1,37:1 - Mono - 35 mm
- Genre : Drame
- Durée : 87 minutes
- Dates de sortie :
  -  Reich allemand : 8 décembre 1933.
  -  Finlande : 14 janvier 1934.
  -  Danemark : 5 mars 1934.
  -  Suède : 12 décembre 1934.
  -  France : 18 octobre 1935.

## Distribution
- Hans Albers : Arneth
- Eugen Klöpfer : Laudy
- Käthe von Nagy : Kristja, sa sœur
- Andrews Engelmann : le commissaire soviétique
- Walter Herrmann : le délégué allemand
- Veit Harlan : Mannlinger
- Karl Rainer : Peter
- Franziska Kinz : La femme enceinte
- Maria Koppenhöfer : l'Allemande dénonciatrice
- Ida Wüst : Mme Megele
- Hans Adalbert Schlettow : le Sibérien
- Friedrich Gnaß : Husar
- Karl Meixner (de) : Pappel
- Fritz Genschow : Hermann
- Hans Hermann Schaufuß : Zwerg
- Josef Dahmen : le roux
- Rudolf Biebrach : l'horloger
- Karsta Löck : La Hellerle
- Arthur Kühn : un soldat de l'armée blanche
- Karl Morvilius (de) : l'interprète allemand

## Histoire
Tourné entre juillet et mi-septembre 1933, le film passe devant la commission de censure le 1er décembre et projeté pour la première fois le 8 décembre au Ufa-Palast am Zoo.
Les Fugitifs est le premier film à recevoir le soutien de l'État nazi en mai 1934. Il est retiré après la signature du Pacte germano-soviétique fin août 1939 puis, après le déclechement de l'opération Barbarossa, réédité en août 1941. En 1945, la projection du film est interdite par les autorités militaires alliées.
Le film contient une multitude d'éléments de propagande correspondant à l'idéologie nazie :
- Arneth est profondément déçu par le parlementarisme allemand de la République de Weimar, mais au cours du film il se développe en une figure classique du chef qui ne discute pas, mais commande. Cette transformation tient compte du changement de l'Allemagne en 1933.
- Les diplomates internationaux parlent sans fin, sans réellement faire avancer les choses pour le mieux. Certains délégués bâillent ou dorment, d'autres se moquent. Personne ne semble intéressé par la souffrance de la population locale. La Société des Nations, dont les représentants siègent ici à Harbin, est dénoncée comme de la parlotte inefficace et inutile.
- Les commissaires soviétiques sont des brutes dans leur approche.
- Leurs homologues anglais et les soldats sont représentés comme têtus, froids et sans émotion. Lorsque le commissaire soviétique demande son aide à son homologue britannique, celui-ci accepte d'être complice.